# Pinarophyllon
Pinarophyllon é um género de plantas com flores pertencentes à família Rubiaceae.
A sua distribuição nativa é do sudeste do México à Guatemala.
Espécies:
- Pinarophyllon bullatum Standl.
- Pinarophyllon flavum Brandegee